# Marco Simoncelli
Marco Simoncelli (20. januar 1987 i Cattolica – 23. oktober 2011 i Malaysia) var en italiensk road racingkører. Han deltog ved Roadracing VM 2008 for Gilera i 250GP. Han vandt 4 Grand Prix sejre, og blev verdensmester efter tredjepladsen i Malaysias MotoGP 2008, efter 16 af 17 delkonkurrencer.
Marco Simoncelli omkom 24 år gammel i en ulykke under Malaysias MotoGP 2011.